# Psycle
Psycle est un logiciel de composition musicale modulaire inspiré des trackers verticaux et en particulier de Jeskola Buzz et placé sous licence libre, GPLv2.

## Caractéristiques
Comme Jeskola Buzz, Psycle est architecturé autour du concept de « machines ». Ces machines peuvent par exemple être des synthétiseurs virtuels, des DSP, ou des hôtes de plugins VST.
Outre ses propres plugins, il est compatibles avec les plugins VST1 et VST2.
Il supporte l'import de plusieurs formats de trackers classiques, comme XM, S3M, IT ou MOD.
Le logiciel est compatible MIDI et ASIO.

## Historique
Psycle est créé en 2000 par Juan Antonio Arguelles Rius, un développeur de logiciels musicaux plus connu à l'époque sous le pseudonyme d'Arguru pour ses plugins pour Jeskola Buzz, également auteur de NoiseTrekker qui servira plus tard de base pour le studio de MAO Renoise.
À la suite du décès de Juan Antonio Arguelles Rius en 2007, le développement de Psycle continue avec la communauté de développeurs qui s'est formée autour du projet.